# Бугулов, Эрик Русланович
Эрик Русланович Бугулов (род. 12 июня 1959 года) — российский политик, представитель от исполнительного органа государственной власти Республика Северная Осетия - Алания в Совете Федерации ФС РФ (2002—2005), заместитель председателя Комитета Совета Федерации по промышленной политике.

## Биография
Эрик Бугулов родился 12 июня 1959 года в посёлке Мизур, Алагирского района. В 1981 году окончил Северо-Кавказский горно-металлургический институт, по специальности инженер-строитель. В 1993 году завершил обучение во Всероссийской Академии торговли ордена Дружбы народов.
В 1981 году после окончания обучения в высшем учебном заведение начал свою трудовую деятельность в должности мастера территориального управления «Севосетинпромстрой» в Орджоникидзе.
Через год занял пост секретаря комитета ВЛКСМ территориального управления «Севосетинпромстрой». А в 1983 году стал инструктором отдела рабочей и сельской молодежи Северо-Осетинского областного комитета ВЛКСМ, однако в этом же году сменил должность и 1990 года работал секретарем Орджоникидзевского городского комитета ВЛКС.
В 1993 году назначен на должность генерального директора ТОО «Астэк» в Москве.
В 1998 году заступил на государственную службу. Занимал пост исполняющего обязанности Полномочного представителя Республики Северная Осетия – Алания при Президенте РФ, а некоторое время спустя стал полпредом республики.
В феврале 2002 года делегирован в Совет Федерации. Полномочия завершены в июне 2005 года. На протяжении трёх лет работы в Совете Федерации был заместителем председателя Комитета Совета Федерации по промышленной политике.
После окончания полномочий в Совете Федерации вернулся в бизнес, заняв пост генерального директора ФГУ «Ространсмодернизация». В 2007 году стал гендиректором ОАО «Центральная кольцевая автомобильная дорога».
Тремя годами позже получил пост заместителя Председателя Правительства Свердловской области – постоянного представителя Губернатора области при Президенте РФ.
В 2011 году был освобожден от занимаемых должностей и назначен генеральным директором АНО «Заявочный комитет ЭКСПО-2020». 
Женат. Имеет три дочери.

## Награды
Награждён Почётной грамотой Совета Федерации.